# Estació de Segur de Calafell
Segur de Calafell és una estació de ferrocarril propietat d'adif situada al nucli de població de Segur de Calafell, al municipi de Calafell a la comarca del Baix Penedès. L'estació es troba a la línia Barcelona-Vilanova-Valls per on circulen trens de la línia R2 Sud de Rodalies de Catalunya operat per Renfe Operadora.
Aquest tram de la línia de Vilanova va entrar en servei l'any 1882 quan es va obrir el tram entre Vilanova i la Geltrú i Calafell. Tot i això el baixador de Segur es va construir posteriorment, que s'incloïa en un pla d'urbanització de la finca de Sant Miquel de Segur, propietat de Carmen i Maria Desvalls, on es va construir una ciutat jardí d'estiueig. El baixador es va inaugurar l'any 1947 amb la benedicció del bisbe de Barcelona Gregorio Modrego.
L'any 2016 hi van pujar 470.000 persones.
| Rodalia de Barcelona   |          |       |       |                        |
| Procedència/Destinació | <        | Línia | >     | Procedència/Destinació |
| Sant Vicenç de Calders | Calafell |       | Cunit | Estació de França      |

1. Aquest recorregut de la R2 és provisional fins al 2011 fruit de les obres a Sant Andreu Comtal, per veure quins són els canvis que hi ha hagut vegeu R2 i R10.